# Железная дорога Бала-Ищем — Нефтяная гора

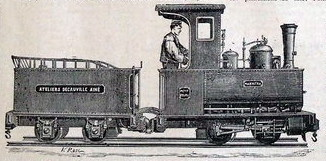
Поезд компании Decauville

Железная дорога Бала-Ищем — Нефтяная гора — ранее существовавшая конная железная дорога длиной 32,5 километра с шириной колеи 500 мм. Железная дорога построена французской компанией Decauville и действовала с 1885 по 1889 годы. Располагалась в районе Бала-Ищем (12 километров к юго-востоку от Балканабата). Железнодорожные пути и подвижной состав первоначально использовались во время строительства Закаспийской железной дороги для транспортировки рельсов и шпал на стройплощадку с использованием двух паровозов Decauville, работающих на нефти, с рабочими номерами № 9 и № 10.

## История
При строительстве ширококолейной железной дороги от Михайловска до Кизыл-Арвата (ныне Сердар) инженеры и строители использовали переносную железную дорогу Decauville длиной 100 километров. На ней использовались два небольших паровоза той же фирмы, работающими на нефти. Как только широкие колеи были проложены, узкоколейные колеи были разобраны в начале линии и проложены к новым строительным площадкам в конце линии. К тому времени, когда была проложена железная дорога с широкой колеей до Сердара, линия уже шла к Бами. Эта линия, вероятно, осталась бы там для технического обслуживания и транспортировки, если бы не было обнаружено огромных месторождений на Нефтяном холме, расположенном в 26,5 км к юго-западу от Тагира.
Озокерит может быть использован для производства топлива для тепловозов широкой колеи. Ранее его необходимо было доставлять из Баку или полуострова Челекен . В результате этого открытия железная дорога Decauville была перенесена на Нефтяную Гору. По дороге транспортировалось все топливо для широколинейных локомотивов.
По-видимому, на этой линии движение осуществлялось только с помощи лошадиной тяги. В 1887 году линию называли конным трамваем. Использовались киргизские лошади, которые могли перевозить от 800 до 1000 кг за рабочий день на расстояние 40 километров. В 1889 году линия была закрыта.

## Расположение

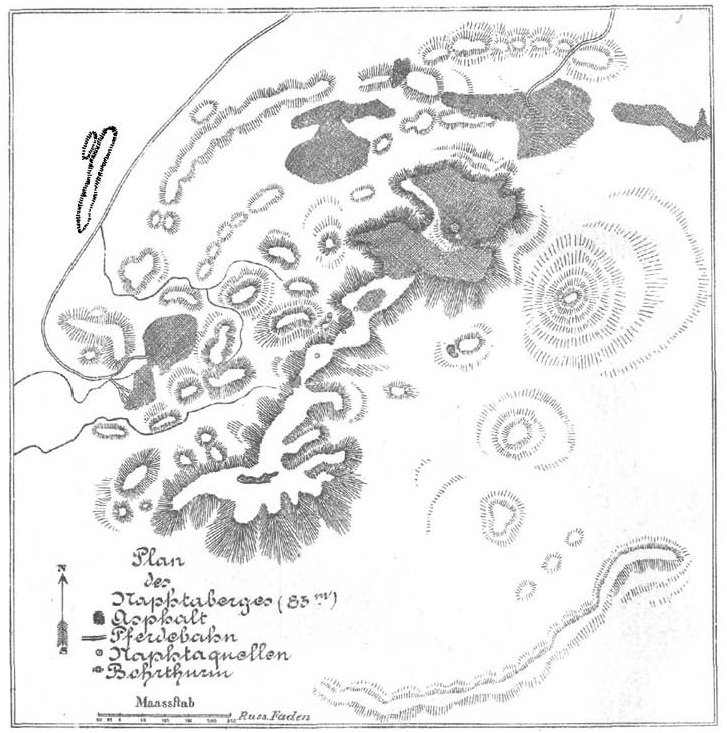
Карта Нефтяной горы и прилежащей местности (1887)

Конная железная дорога соединяла железнодорожную станцию Бала-Ищем с Нефтяной горой и имела длину 32,5 километров. Линия проходила почти по прямой в направлении юго-западном направлении. На обратном пути добытая нефть была перевезена из шахты в Закаспийскую железную дорогу.

## Маршрут и геология местности
На первых 5 километрах маршрут пролегал по плоской степной территории, состоящей из глины, смешанной с песком. Почва также содержит мелкие круглые камни, в основном размером с лесные орехи.
Начиная с пятого километра и далее, маршрут пролегал через холмы, состоящие из глиняных слоев с плотной горизонтальной стратификацией. Эти образования, вероятно, представляют собой отложения из близлежащего старого русла реки Усбой, к которому вскоре после этого секция вела вниз без какой-либо заметной разницы в уровне. Здесь река становится более широкой, переходя в озеро. Земля пропитана солью, как и пруды с обеих сторон железной дороги, в которых присутствовала белая или легкая кора чистой соли толщиной в несколько сантиметров. Слои чистой соли были найдены повсюду под поверхностью. Эти солевые отложения имели толщину 125—150 мм и глубину 25-75 мм. По сути это была пустыня без единого признака жизни. Единственными камнями здесь были кристаллы соли, а пустыня имела размеры 12-15 км в ширину.
Начиная с 24-го километра местность сменяется дюнами. Этот участок находился в постоянном сражении с движущимися песчаными горами и требовал постоянного перемещения и обновления маршрута. В долине за кольцеобразным возвышением, похожим на стену, конная повозка привела к буровым установкам № 1 и № 2, которые стояли на слоях песка и серой песчаной глины. На южном склоне горы были слои, сильно насыщенные асфальтом. На хребте были источники, из которых поступали соленая вода, нефть и углеводородный газ. Самый западный из них был на 67 метров выше, чем буровые установки. Чёрная нефть находилась в «болотах» шириной 1 метр